# Elisabeth von Hohenzollern-Nürnberg

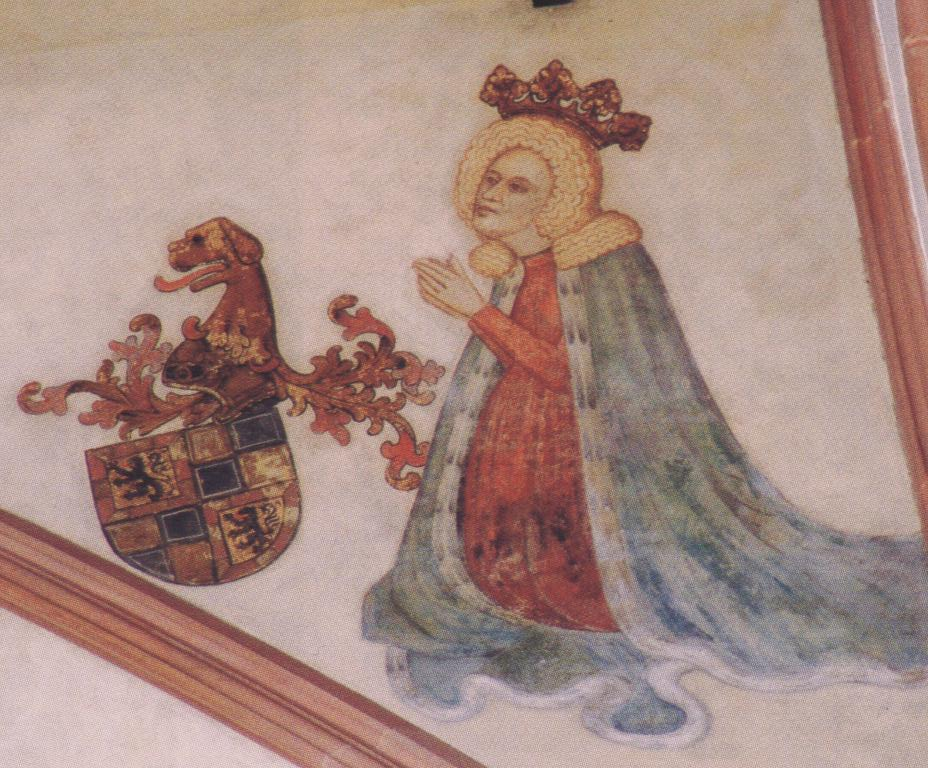
Elisabeth von Hohenzollern-Nürnberg,
Fresko um 1420 am Deckengewölbe in der Stiftskirche (Neustadt an der Weinstraße)

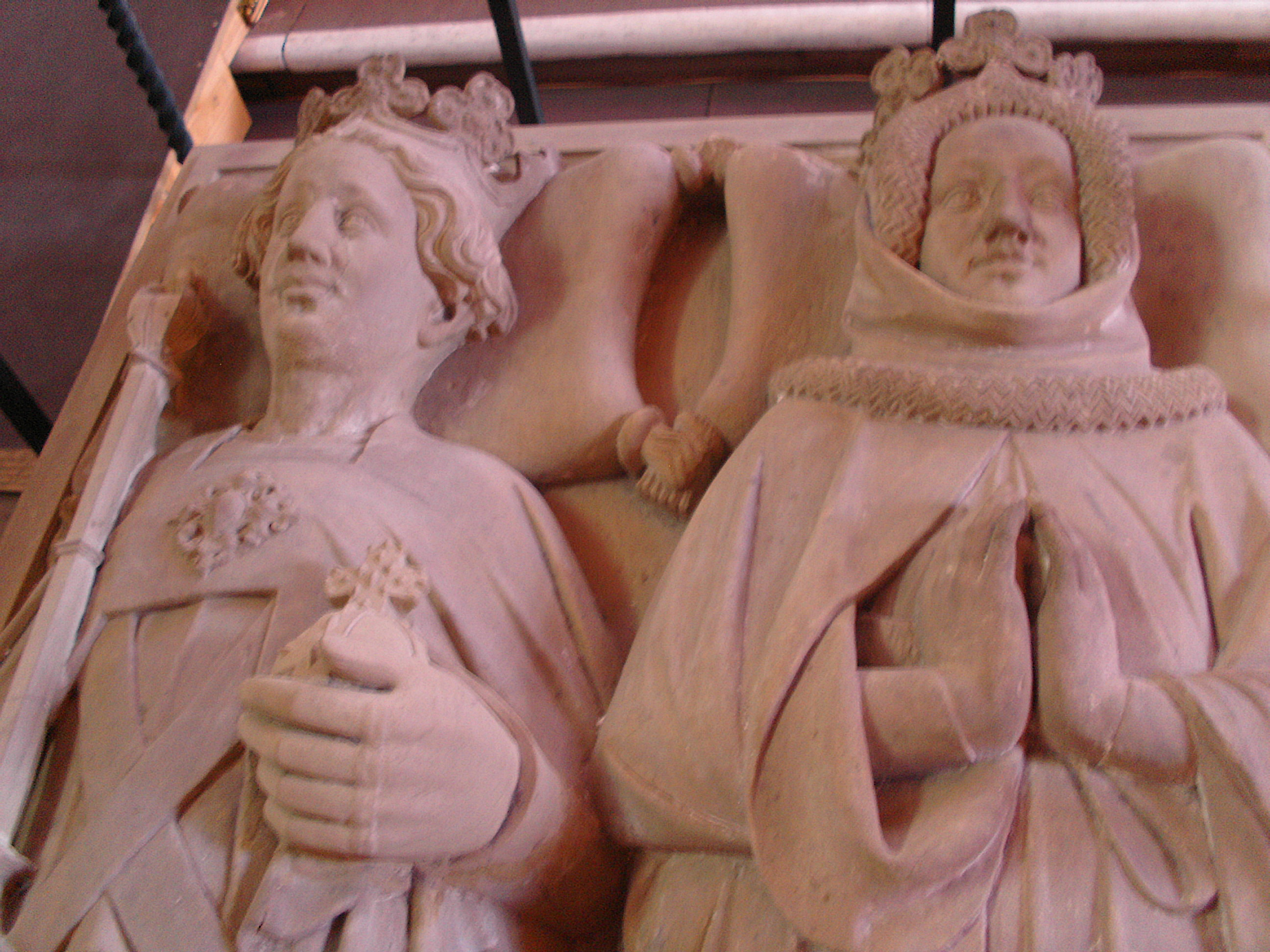
Ruprecht III. und Elisabeth von Hohenzollern-Nürnberg; Detail ihres Grabmales in der Heiliggeistkirche (Heidelberg)

Elisabeth von Hohenzollern-Nürnberg (* 1358; † 26. Juli 1411) war deutsche Königin und Kurfürstin von der Pfalz.
Sie wurde als Tochter des Burggrafen Friedrich V. von Nürnberg und seiner Gattin Markgräfin Elisabeth von Meißen und Thüringen geboren.
Am 27. Juni 1374 heiratete sie in Amberg Ruprecht III., Kurfürst der Pfalz und ab 1400 deutscher König. Der Ehe entsprangen neun Kinder. Königin Elisabeth starb im Jahre 1411, nur ein Jahr nach ihrem Gemahl, im Alter von 53 Jahren. Beide wurden in der Heiliggeistkirche zu Heidelberg beigesetzt; ihr Grab mit einem prachtvollen Doppelepitaph ist dort erhalten.
In der Stiftskirche zu Neustadt an der Weinstraße, einer Memoria des Hauses Wittelsbach, sind König Ruprecht und seine Gemahlin Elisabeth von Hohenzollern-Nürnberg, sowie ihr Sohn Kurfürst Ludwig III. von der Pfalz mit seiner 1. Gattin Blanca von England zeitgenössisch, als lebensgroße Figuren eines „Jüngsten Gerichtes“, an die Chordecke gemalt.
Elisabeth von Hohenzollern-Nürnberg war die Schwester von Friedrich I. von Brandenburg, dem ersten brandenburgischen Kurfürsten aus dem Haus Hohenzollern und Stammvater der preußischen Herrscher.

## Nachkommen
- Ruprecht Pipan (1375–1397) ⚭ 1392 Gräfin Elisabeth von Sponheim (1365–1417), Witwe des Grafen Engelbert III. von der Mark
- Margarete (1376–1434) ⚭ 1393 Herzog Karl II. der Kühne von Lothringen (1364–1431)
- Friedrich (1377–1401)
- Ludwig III. (1378–1436)

1. ⚭ 1401 Prinzessin Blanca von England, aus dem Haus Lancaster (1382–1409)
2. ⚭ 1417 Prinzessin Mechthild (Mathilde) von Savoyen (1390–1438)

- Agnes (1379–1401) ⚭ 1400 Herzog Adolf II. von Kleve und der Mark (1373–1448)
- Elisabeth (1381–1408) ⚭ 1406 Herzog Friedrich IV. von Österreich (1382–1439)
- Johann von der Pfalz (1383–1443)

1. ⚭ 1407 Prinzessin Katharina von Pommern (1390–1426)
2. ⚭ 1428 Prinzessin Beatrix von Bayern-München (1403–1447), Witwe des Grafen Hermann III. von Cilli († 1426)

- Stefan von der Pfalz (1385–1459) ⚭ 1410 Gräfin Anna von Veldenz (1390–1439)
- Otto I. von der Pfalz (1390–1461) ⚭ 1430 Prinzessin Johanna von Bayern-Landshut (1413–1444)